# Jean-Antoine du Cerceau
Jean-Antoine du Cerceau, auch Pater Du Cerceau (* 12. November 1670 in Paris; † 4. Juli 1730 ebenda), war ein französischer Jesuit, Dichter, Dramatiker und Literat.
Du Cerceau lehrte mehrere Jahre an den Collegien seines Ordens und schrieb Theaterstücke in französischer und lateinischer Sprache, die an den Jesuitenschulen aufgeführt wurden. Man berief ihn als Lehrer von Louis François de Bourbon-Conti an den französischen Hof, wo er Opfer eines Unfalls wurde, als ihn sein Schüler beim Hantieren mit einem Gewehr versehentlich erschoss.
Du Cerceau war langjähriger Mitarbeiter der Zeitschrift Journal de Trévoux.

## Schriften
- Carmina, lateinische Gedichte, 1705
- Les Incommodités de la grandeur, Drama, 1713
- Opera. Nova editio, aucta et emendata, 1724
- Histoire de la dernière révolution de Perse, 1728
- Conjuration de Nicolas Gabrini, dit de Rienzi, tyran de Rome en 1347, hrsg. von Pierre Brumoy, 1733
- Histoire de Thamas Kouli-Kan, Sophi de Perse, 1740–1741
- Réflexions sur la poésie françoise: où l’on fait voir en quoi consiste la beauté des vers, et où l’on donne des règles sûres pour réussir à les bien faire; avec une défense de la poësie, et une apologie pour les sçavans, 1742
- Théâtre du P. Du Cerceau à l’usage des collèges.  Nouvelle éd. revue et augmentée d’une notice sur la vie et les ouvrages de cet auteur, 1822 pdf

| Personendaten    | Personendaten                                         |
| ---------------- | ----------------------------------------------------- |
| NAME             | Cerceau, Jean-Antoine du                              |
| ALTERNATIVNAMEN  | Cerceau, Pater du                                     |
| KURZBESCHREIBUNG | französischer Jesuit, Dichter, Dramatiker und Literat |
| GEBURTSDATUM     | 12. November 1670                                     |
| GEBURTSORT       | Paris                                                 |
| STERBEDATUM      | 4. Juli 1730                                          |
| STERBEORT        | Paris                                                 |